# 金世宗
金世宗完顏雍（1123年3月29日—1189年1月20日，天輔七年三月初一甲寅日－大定二十九年正月初二癸巳日），原名完顏褎，金朝第五位皇帝（1161年10月27日—1189年1月20日在位）。女真名乌禄，金太祖完颜阿骨打孙，在金朝時任皇帝完颜亮征宋时为辽东留守，不久后自立为帝，在位28年，终年67岁，葬于兴陵（今北京市房山区）。

## 生平
金熙宗朝，完颜雍封葛王，任兵部尚书。

### 东京政变
正隆六年（1161年），金廢帝完颜亮率领大军渡过淮水，进兵南宋庐州。东京辽阳府后方空虚。完颜亮令完颜雍任东京留守，改封曹国公，心腹高存福为副留守，监视完颜雍的行动。完颜亮自辽东征调大批女真兵南下侵宋，女真兵多不愿南下。行至山东时，南征万户、曷苏馆女真部猛安的完颜福寿等领兵一万多人中途叛变，逃回辽阳。回到辽阳后，完颜福寿与完颜谋衍等发动政变、杀高存福，拥立完颜雍作皇帝，即金世宗。十月初八，金世宗下诏废黜完颜亮，改元大定。完颜谋衍为右副元帅，福寿为右监军。十一月，完颜雍在东京的政权逐渐巩固，中都留守阿琐等起而响应金世宗，金世宗决定迁赴中都。十一月二十七日拂晓，完颜元宜率领将士袭击完颜亮营帐，完颜亮被乱箭射死。

### 大定盛世
金世宗即位后，首先对南宋的进攻保持守势，着手平息契丹起义，待平息契丹起义后，开始对南宋采取强硬态度，击退了南宋的隆兴北伐，并在形势占优时，在与宋孝宗和谈时做出让步，最终签署了《隆兴和议》，开启了双方四十余年的和平局面。
金世宗在内政管理上，励精图治，革除了完顏亮统治时期的很多弊政。更值得称道的是，金世宗十分朴素，不穿丝织龙袍，使金朝国库充盈，农民也过上富裕的日子，天下小康，实现了“大定盛世”的繁荣鼎盛局面，金世宗也被称为“小尧舜”。
金世宗统治时期，如移剌窩斡等各族人民纷纷起义，他为了维持统治，利用科举、学校等制度，争取汉人支持，又加强猛安谋克权力，扩大女真族占有的土地。同时多次发布有关保留女真人旧习、语言的诏令，甚或要求所有皇子必须有女真语名、所有女真官员必须通晓女真語，卫士不准讲汉语。
為遏制蒙古勢力擴張，自熙宗朝（1135-1149年）起便逐步形成一套邊防體系，包括修築界壕、挑撥部落矛盾及定期軍事打壓。世宗大定年間（1161-1189年），這套制度被系統化，史載金軍定期「向北剿殺，極於窮荒」，對蒙古部落實行武力清剿，並擄掠人口為奴，導致「山東、河北誰家不買鞑人為小奴婢」的現象。加劇了蒙古人對金朝的仇恨，如成吉思汗先祖俺巴孩曾被金熙宗以殘酷方式處死，成為蒙古部族長期銘記的仇恨。
當時蒙古各部頻繁襲擾金朝北境，而金朝在多方戰線壓力下（對南宋、西夏的防務及內部統治）選擇以攻代守。世宗一方面減輕對南宋戰事（1165年簽訂《隆興和議》），另一方面強化對蒙古控制，其政策包含修築長達600餘里的邊防工事、定期軍事掃蕩及扶持親金部落（如塔塔兒部）等多重手段。有研究指出，這種「分而治之」的策略意外加速了蒙古各部統一——過度打壓削弱了親金的邊緣部落，反而使克烈部、乞顏部等中部勢力坐大。
他死後谥号是光天兴运文德武功圣明仁孝皇帝，庙号是世宗。

## 廟庭
- 明昌五年以完顏宗敘、張浩、李石、紇石烈志寧、紇石烈良弼、徒單克寧（後轉章宗廟）等六人配享。
- 泰和元年再以僕散忠義、徒單合喜、石琚、唐括安禮等四人配享。

## 家庭

### 父母
- 父：金睿宗完颜宗尧
- 嫡母：欽慈皇后蒲察氏（女真人）
- 生母：貞懿皇后李氏（渤海人）

### 妻妾子女
- 明德皇后烏林荅氏
  - 完颜允恭，金章宗、金宣宗之父，追諡金顯宗
  - 趙王完顏孰輦
  - 越王完顏斜魯
  - 長女 魯國大長公主，即豫國公主[2][3]，下嫁烏古論元忠（金太祖毕国公主和乌古论讹论之子）。
- 張元妃
  - 鎬厲王完顏永中
  - 越忠簡王完顏永功
- 李元妃
  - 鄭剌王完顏永蹈
  - 衛紹王完颜永济
  - 潞王完顏永德
  - 韓國公主，永蹈妹，下嫁僕散揆。
- 石抺贤妃，仅知陪葬坤厚陵[4]，与石抺才人是否为一人，无考
- 徒单德妃，仅知陪葬坤厚陵[4]
- 大柔妃，仅知陪葬坤厚陵[4]
- 梁昭儀
  - 豫忠獻王完顏永成
- 石抹才人
  - 夔王完顏永升

- 母不详
  - 第三女 兗國大長公主 下嫁蒲察胡沙[5]
  - 第四女 吳國公主 下嫁唐括貢（唐括阿里之子）
  - 第五女 蜀國公主 下嫁唐括鼎（金睿宗楚国公主和唐括德温之子）
  - 第七女 宛國公主 下嫁烏林荅復
  - 息國公主 下嫁徒單公弼（金熙宗外孙）
  - 曹国公主
  - 卫國公主 下嫁蒲察蒲速烈（蒲察通之子）
  - 第十四女，嫁纥石烈诸神奴（纥石烈志宁之子）
  - 澤國公主完顏長樂，永蹈妹，生母是否李元妃，无考，下嫁蒲剌睹

## 影視形象

### 電視劇
| 年份   | 地區         | 作品                     | 演員   |
| 1993年 | 香港無線電視 | 《射雕英雄传之九阴真经》 | 张英才 |
| 2003年 | 韓國KBS      | 《武人时代》             |        |

## 評價
- 元朝官修正史《金史》脱脱等的評價是：“世宗之立，虽由劝进，然天命人心之所归，虽古圣贤之君，亦不能辞也。盖自太祖以来，海内用兵，宁岁无几。重以海陵无道，赋役繁兴，盗贼满野，兵甲并起，万姓盼盼，国内骚然，老无留养之丁，幼无顾复之爱，颠危愁困，待尽朝夕。世宗久典外郡，明祸乱之故，知吏治之得失。即位五载，而南北讲好，与民休息。于是躬节俭，崇孝弟，信赏罚，重农桑，慎守令之选，严廉察之责，却任得敬分国之请，拒赵位宠郡县之献，孳孳为治，夜以继日，可谓得为君之道矣！当此之时，群臣守职，上下相安，家给人足，仓廪有余，刑部岁断死罪，或十七人，或二十人，号称“小尧舜”，此其效验也。然举贤之急，求言之切，不绝于训辞，而群臣偷安苟禄，不能将顺其美，以底大顺，惜哉！”[6]

## 附註
1. ↑  根据《金史》记载，金世宗完颜雍生于金太祖天辅七年，而金世宗完颜雍登基称帝后，他的生日“万春节”是农历三月初一，天辅七年农历三月初一，用万年历换算为公历则是1123年3月29日
2. ↑  《金史 卷六十四 列传第二》十一年，皇太子生日，世宗宴于东宫。酒酣，命豫国公主起舞。上流涕曰：“此女之母皇后，妇道至矣。朕所以不立中宫者，念皇后之德今无其比故也。”
3. ↑  《金史·卷八十四·列传二十二·張景仁》……未幾，詔葬元妃李氏于海王莊。平章政事烏古論元忠提控葬事，都水監丞高杲壽治道路不如式，元忠不奏，決之四十。景仁劾奏元忠輒斷六品官，無人臣禮。上曰：「卿劾奏甚當。」使左宣徽使蒲察鼎壽傳詔戒敕元忠曰：「監丞六品，有罪聞奏，今乃一切趨辦，擅決六品官，法當如是耶？御史在尊朝廷，汝當自咎，勿復再！」元忠尚豫國公主，怙寵自任，倨慢朝士。景仁劾之，朝廷肅然。是歲，薨。……
4. 1 2 3  《金史 列传第二 后妃下》元妃李氏......二十八年九月，与贤妃石抹氏、德妃徒单氏、柔妃大氏俱陪葬于坤厚陵。
5. ↑  .   [2010-12-11]. （原始内容存档于2016-03-07）.
6. ↑  . www.guoxue.com.   [2019-07-07]. （原始内容存档于2020-02-10）.

## 延伸阅读
[在维基数据编辑]
 《金史·卷6》，出自脱脱《遼史》
 在维基共享资源阅览影像